# Primetime Emmy Award voor beste vrouwelijke gastrol in een dramaserie
De Primetime Emmy Award voor beste vrouwelijke gastrol in een dramaserie (Engels: Primetime Emmy Award for Outstanding Guest Actress in a Drama Series) is een televisieprijs die sinds 1975 elk jaar wordt uitgereikt door de Academy of Television Arts & Sciences. Voor 1989 was de prijs niet genderspecifiek en heette destijds Beste gastoptreden in een dramaserie.

## Winnaars en genomineerden
De winnaars staan bovenaan in vette letters op een gele achtergrond. De overige actrices die werden genomineerd staan eronder vermeld in alfabetische volgorde.

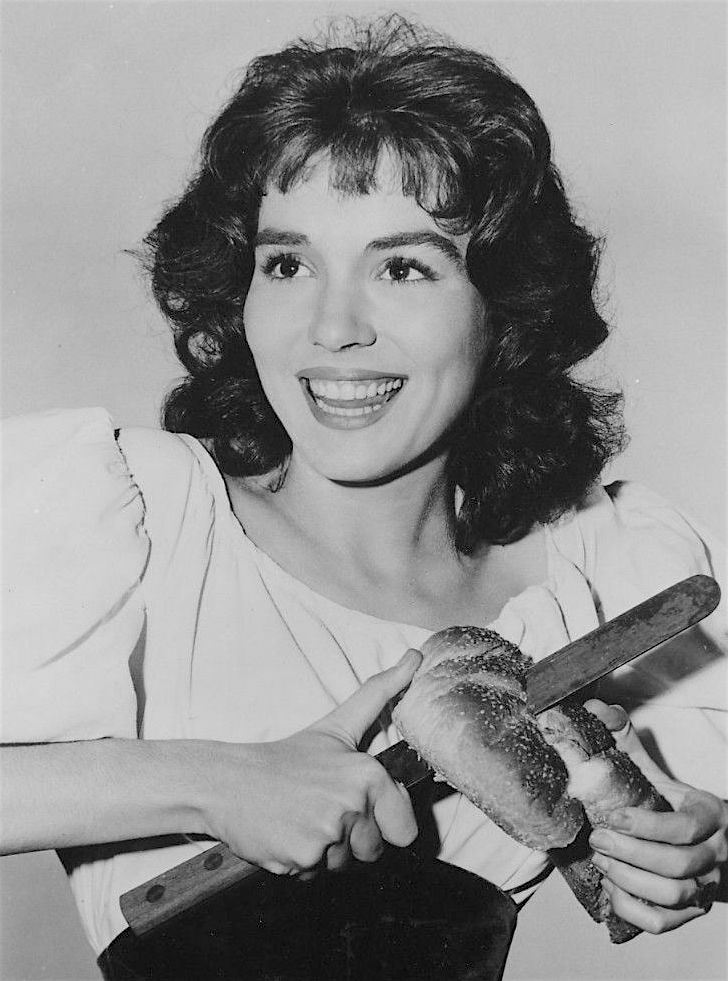
Zohra Lampert was de eerste winnares in deze categorie en won voor haar rol in Kojak.

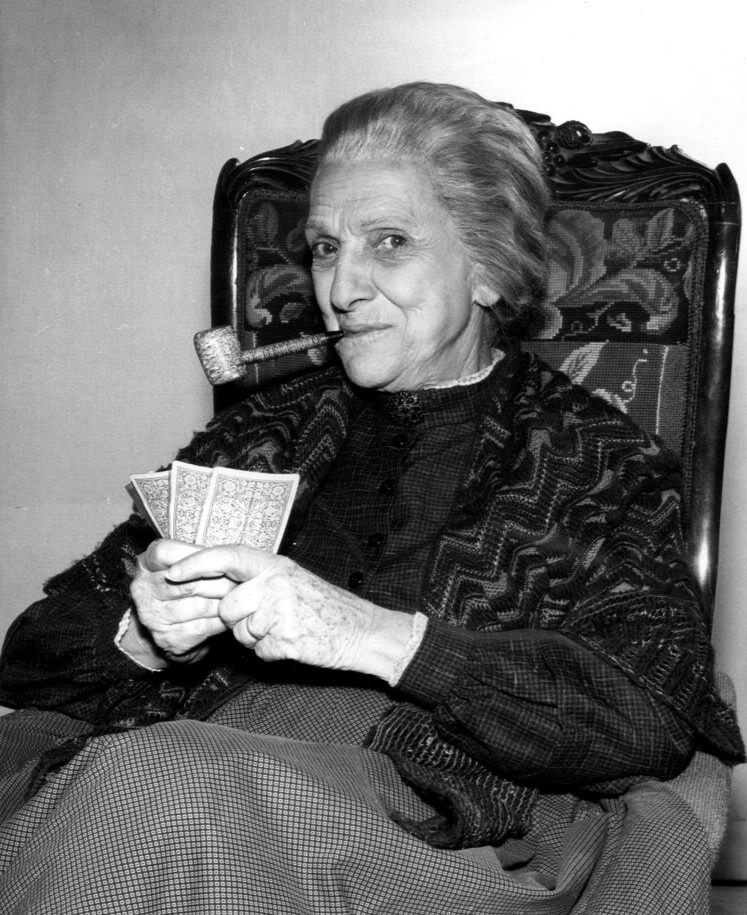
Beulah Bondi won in 1977 voor haar gastrol in The Waltons.

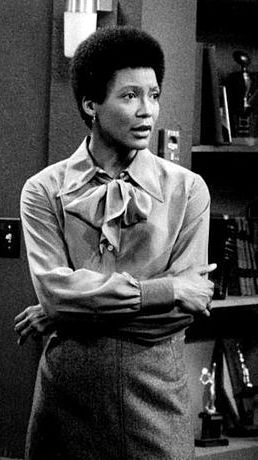
Olivia Cole won voor haar rol Mathilda in Roots.

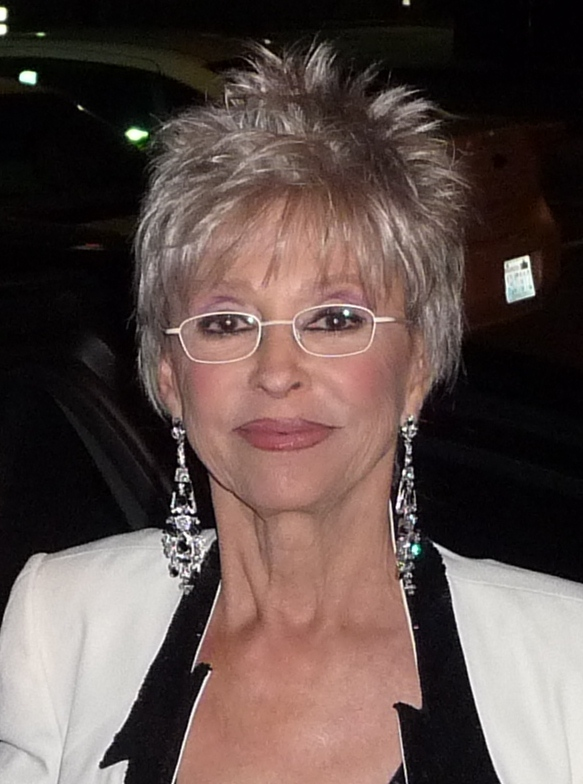
Rita Moreno won de prijs voor haar hoodgastrol in The Rockford Files.

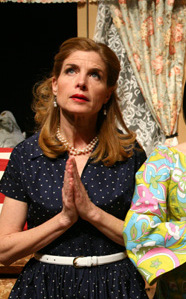
Blanche Baker won voor haar rol in de miniserie Holocaust.

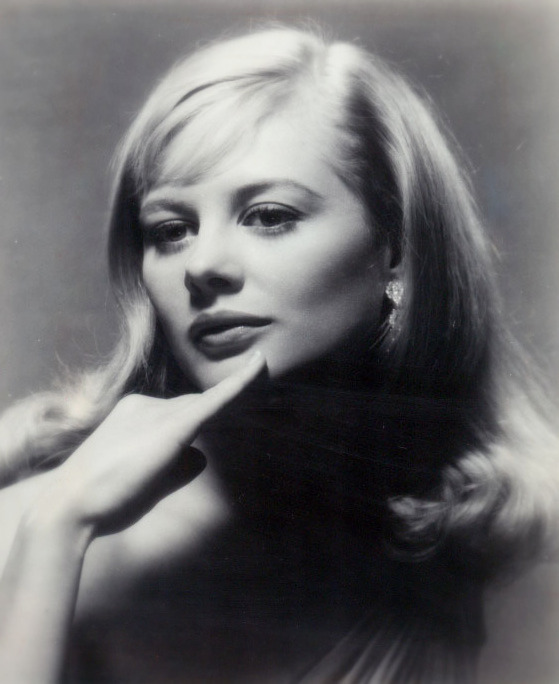
Shirley Knight won twee keer, één keer voor haar rol in thirtysomething en één keer voor NYPD Blue.

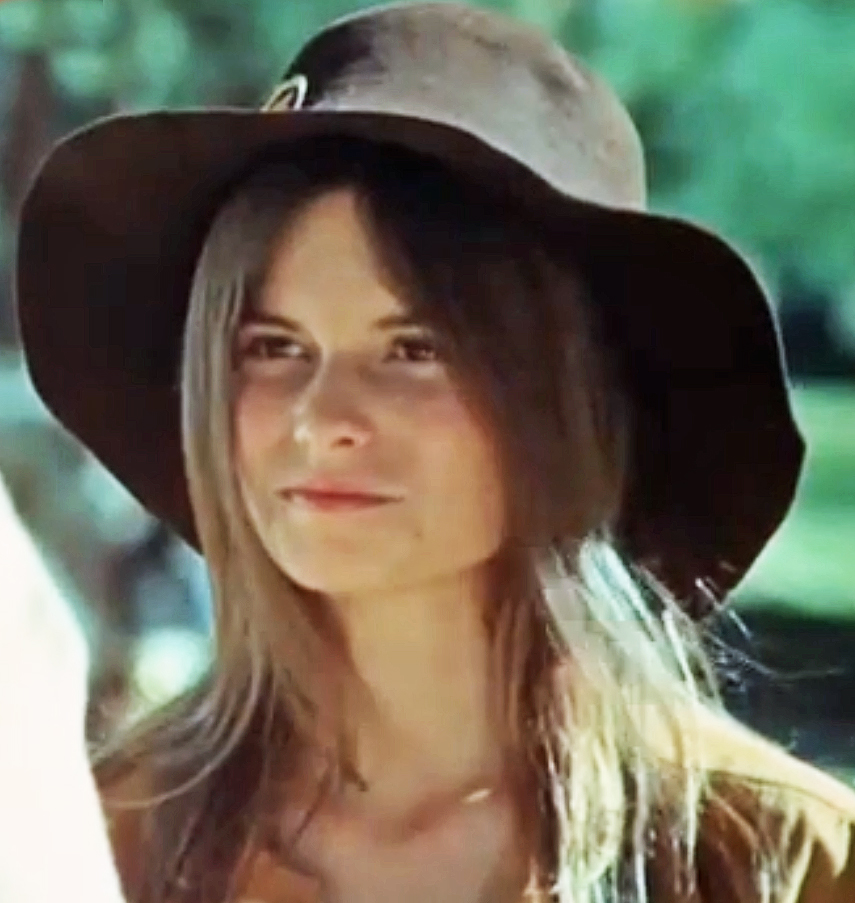
Kay Lenz won voor haar gastrol in de Midnight Caller episode "After It Happened" (1989).

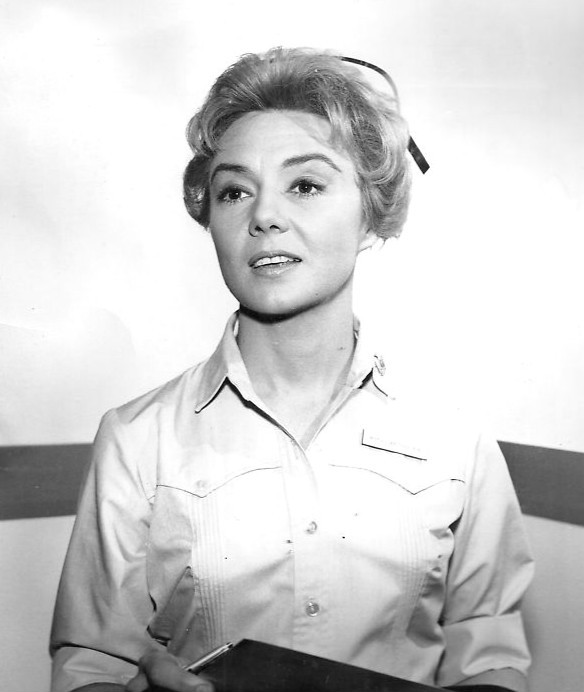
Peggy McCay won voor haar gastrol als Irene Hayes in The Trials of Rosie O'Neill.

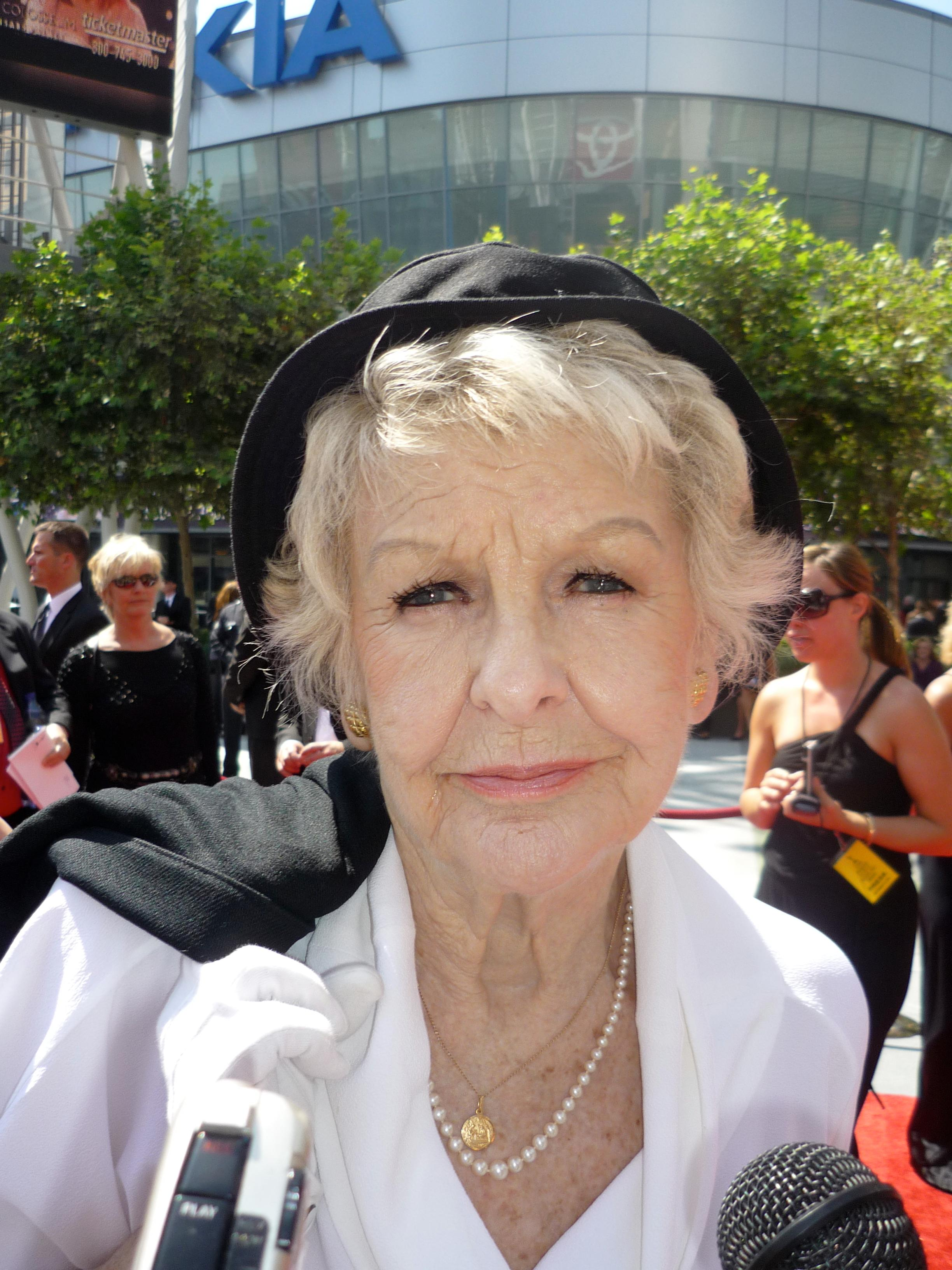
Elaine Stritch won voor haar gastoptreden in Law & Order.

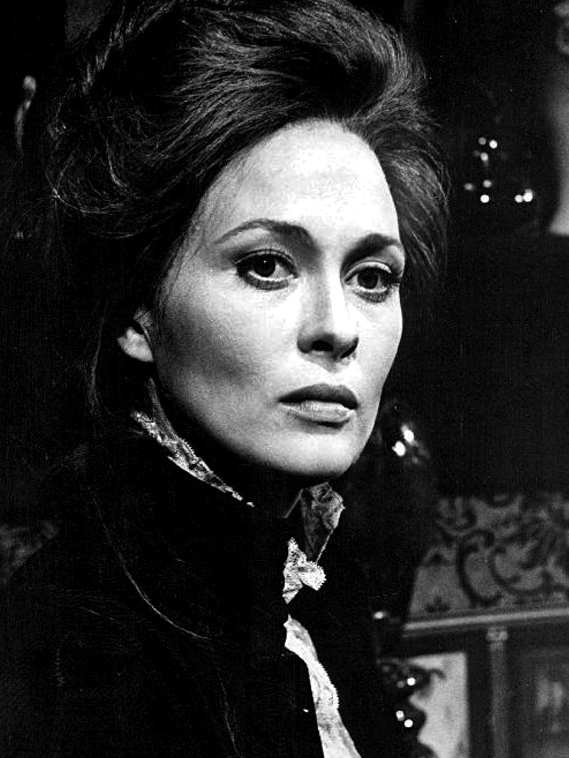
Faye Dunaway won in 1994 voor haar rol in Columbo: It's All in the Game.

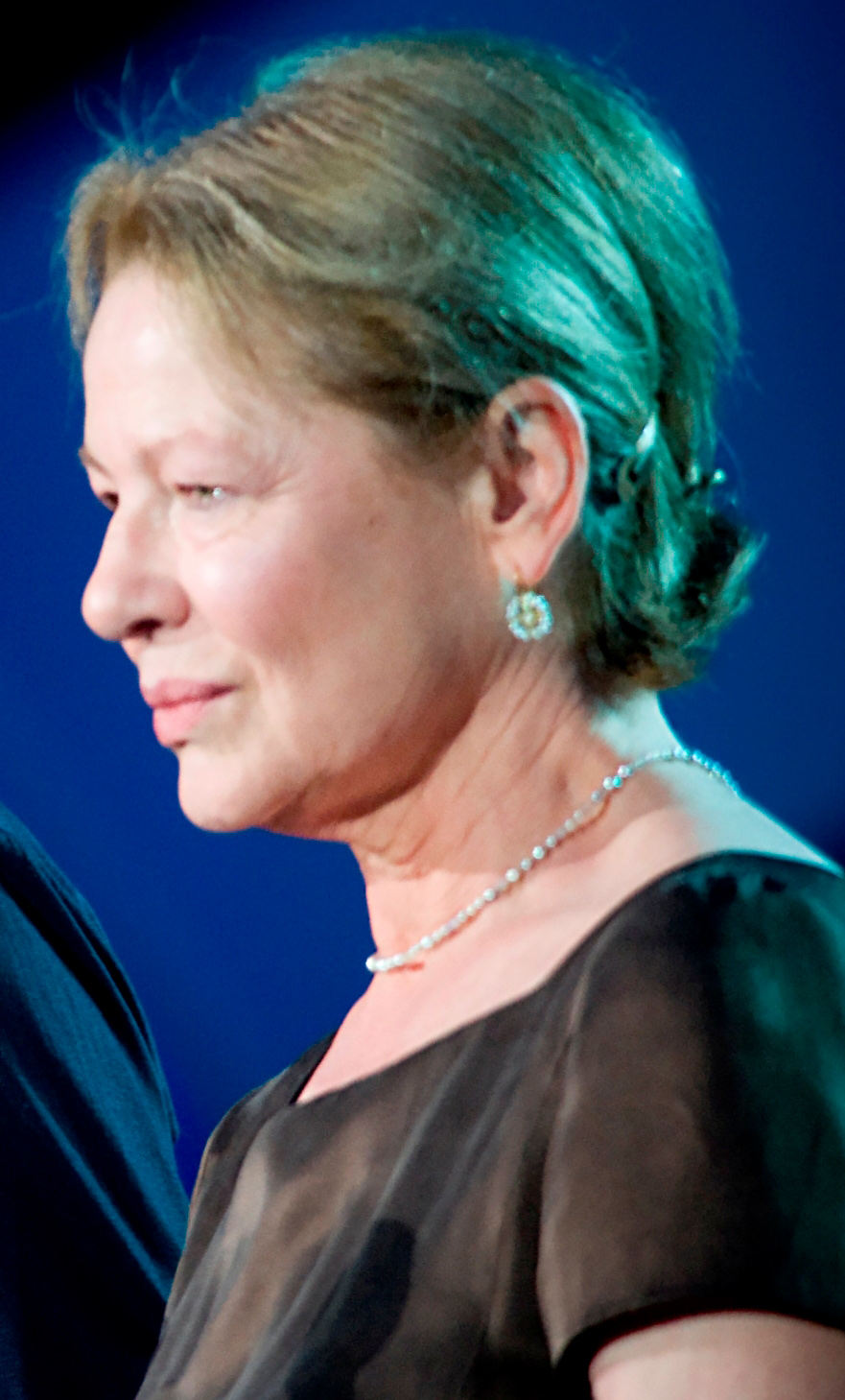
Dianne Wiest won de prijs voor haar optreden in Road to Avonlea episode "Woman of Importance".

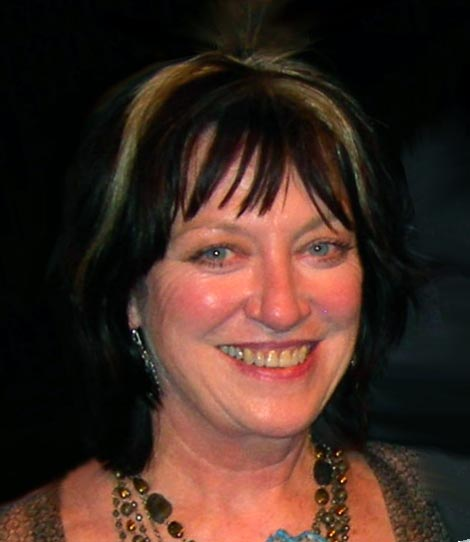
Veronica Cartwright kreeg drie opéénvolgende nominaties voor haar optredens in ER en The X-Files.

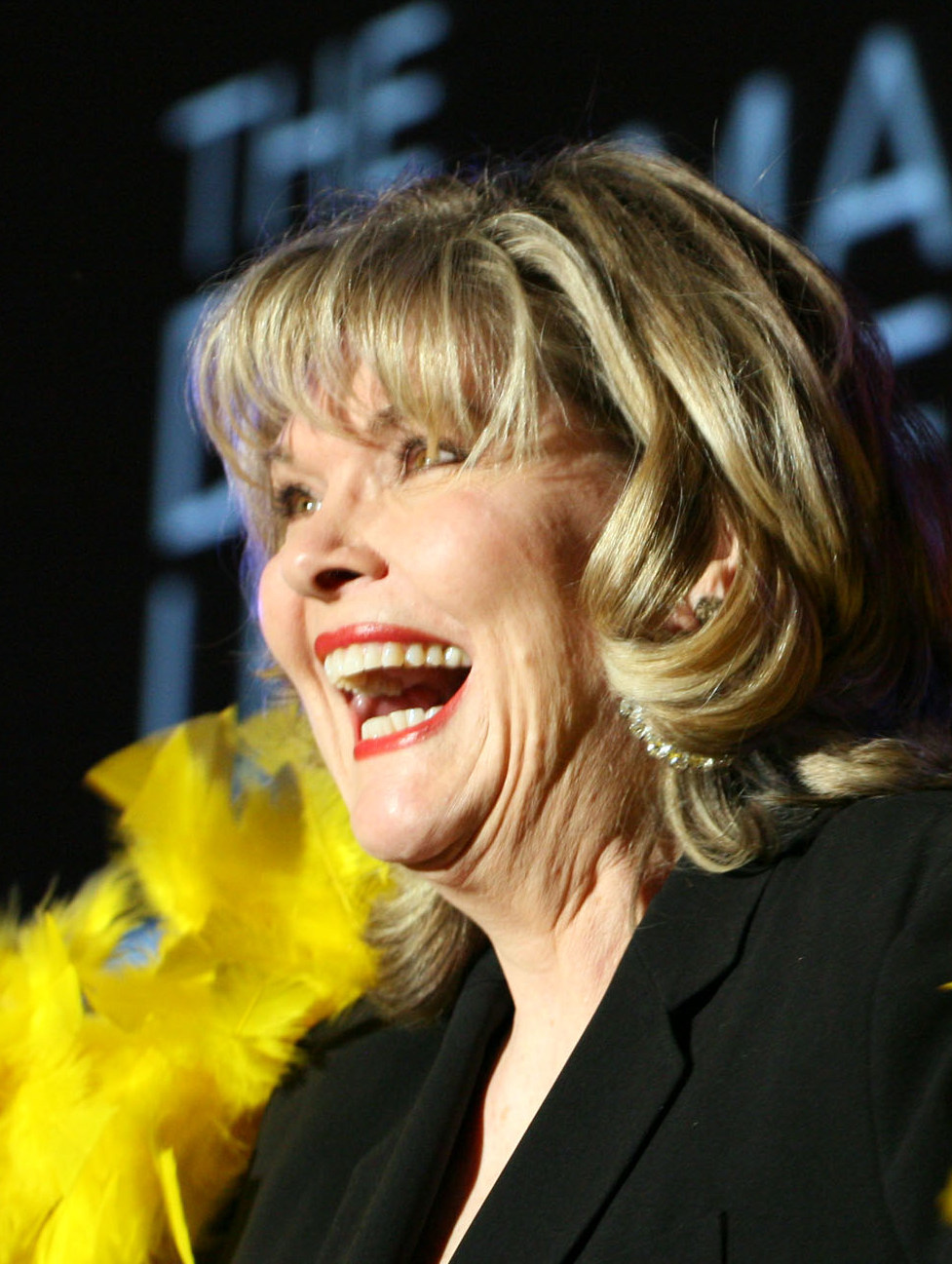
Debra Monk won de prijs in 1999 voor haar gastoptreden in NYPD Blue als Katie Sipowicz.

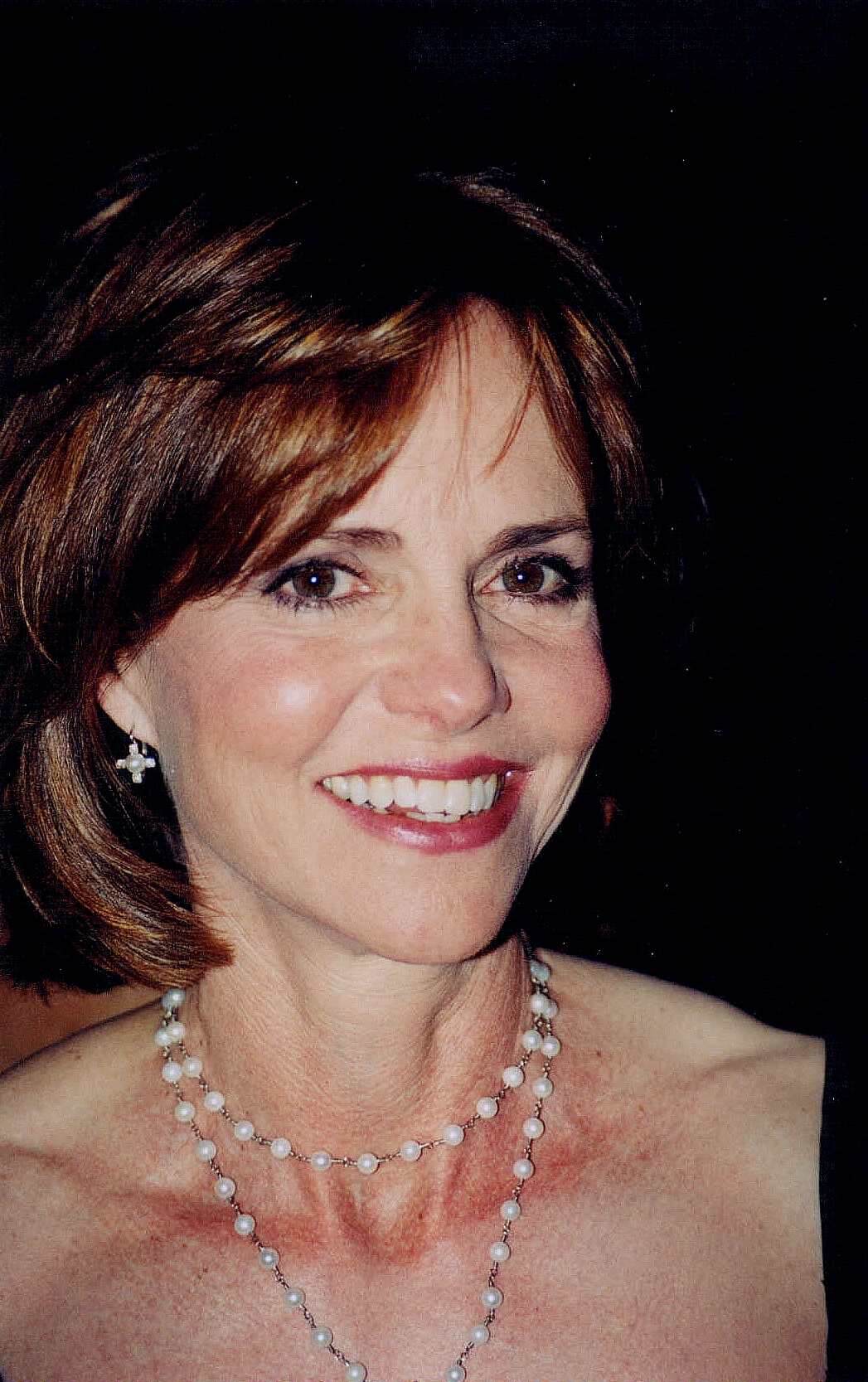
Sally Field won één prijs van de twee nominaties voor haar gastrol in ER.

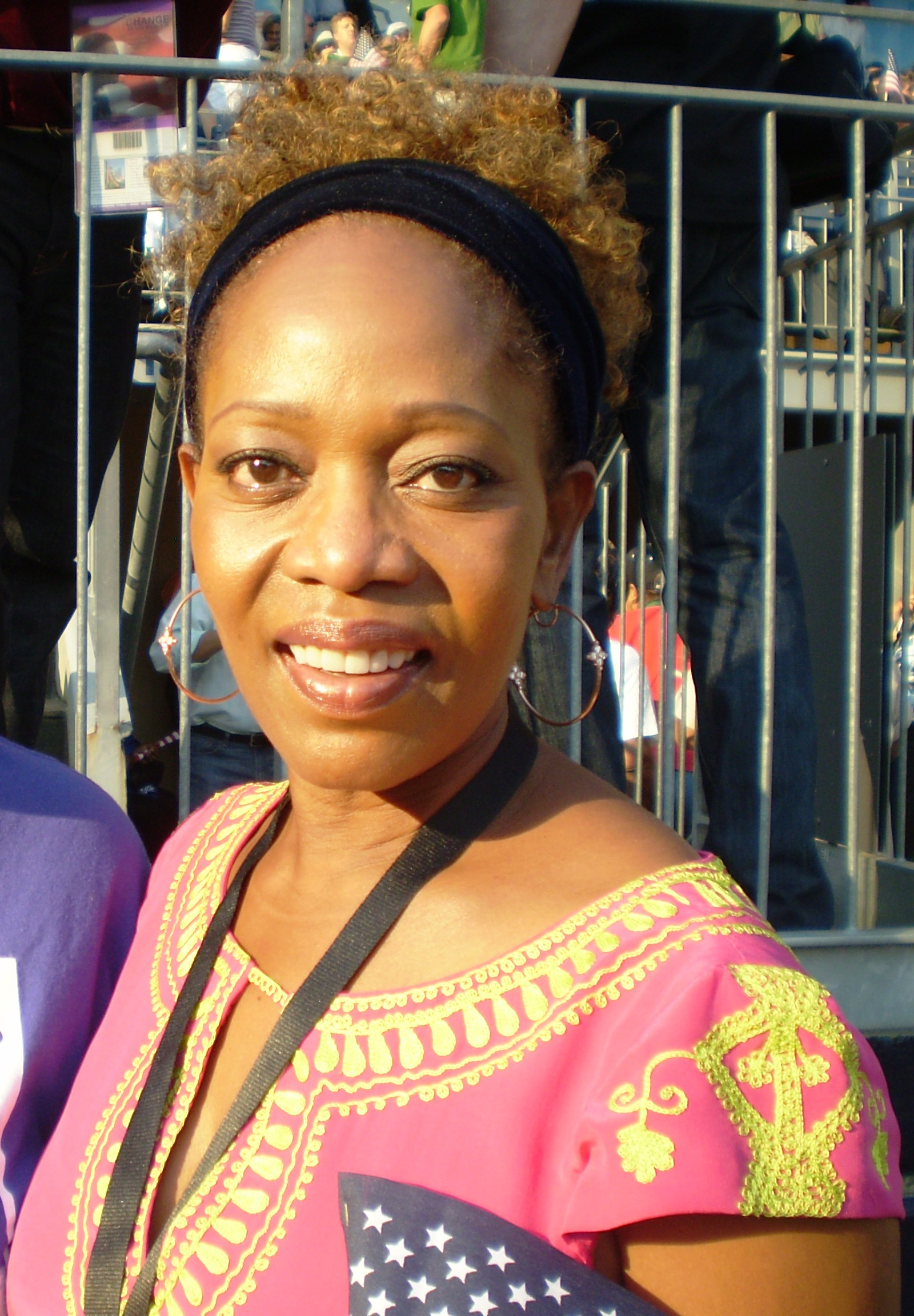
Alfre Woodard won twee prijzen voor een gastrol in L.A. Law enThe Practice.

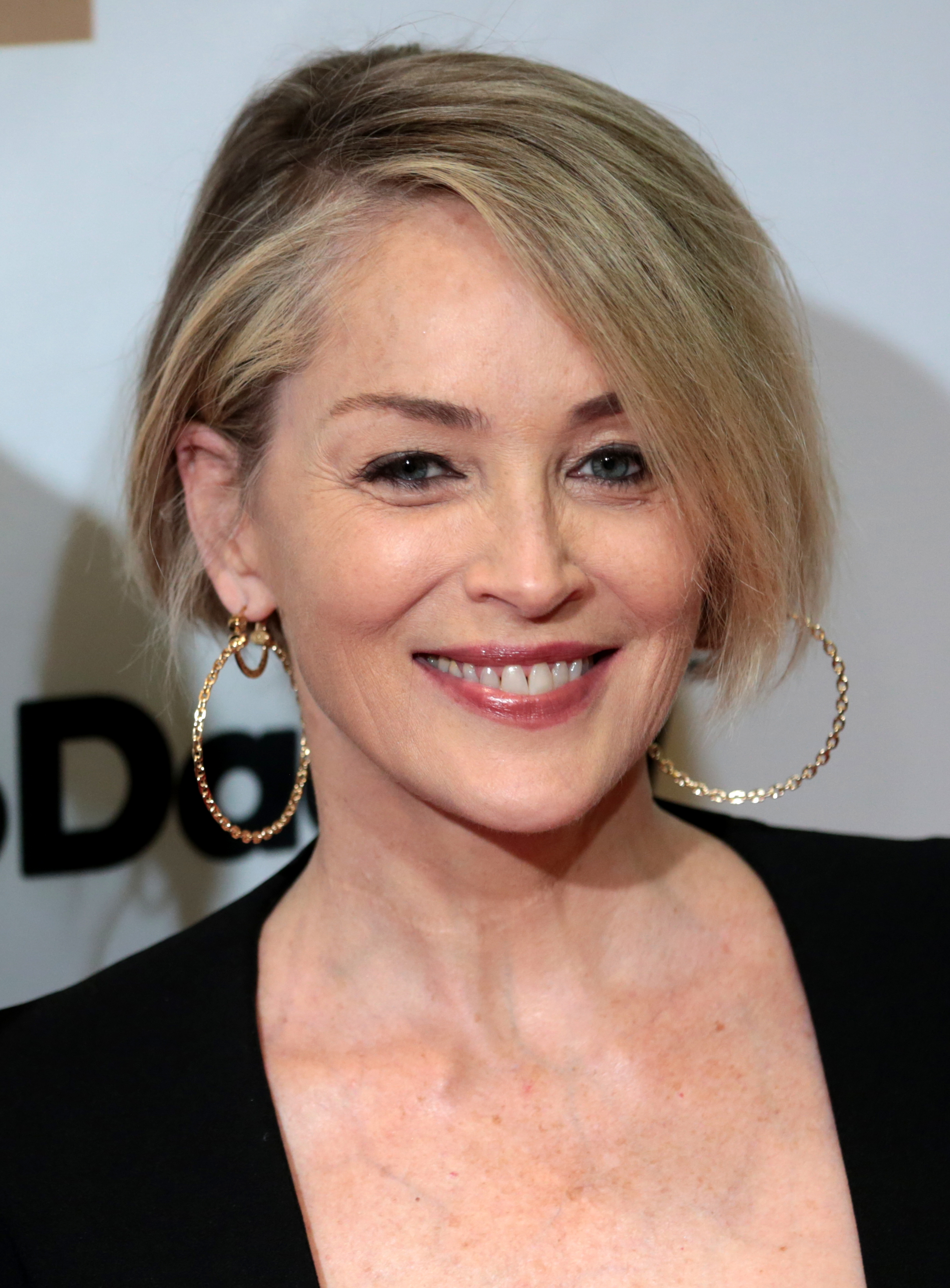
Sharon Stone won in 2004 voor haar rol als Sheila Carlisle in The Practice.

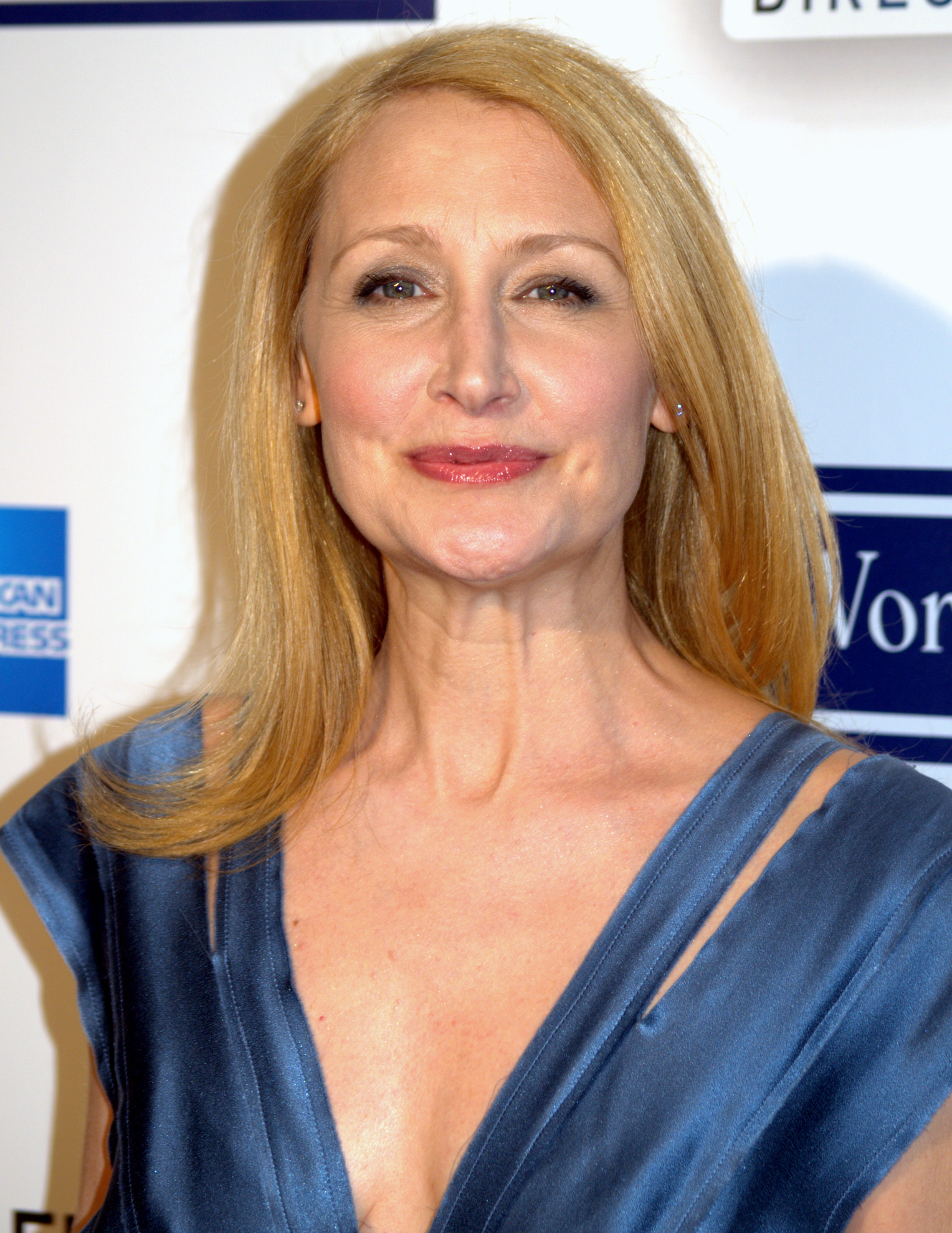
Patricia Clarkson kreeg twee prijzen voor haar rol Sarah O'Connor in Six Feet Under.

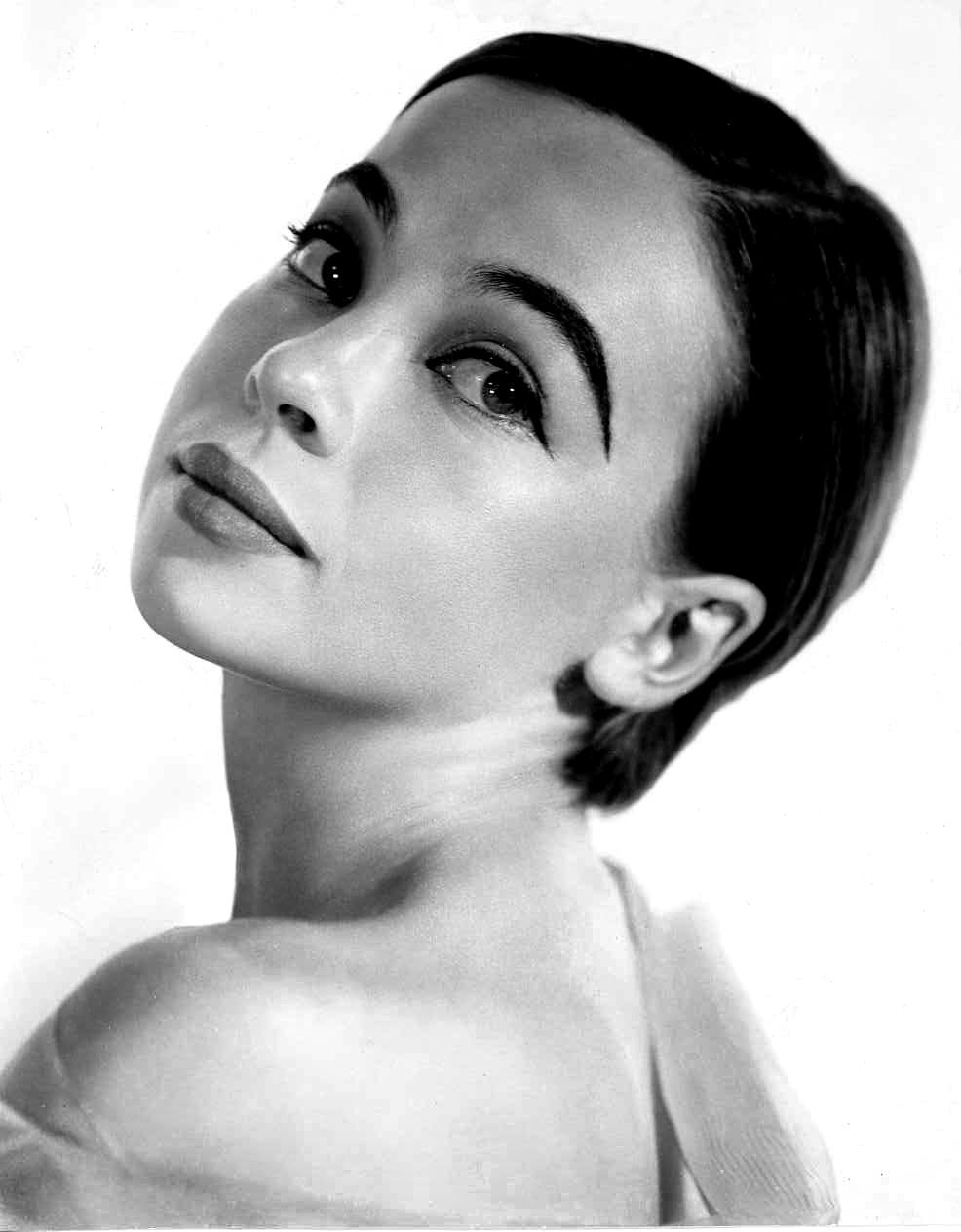
Leslie Caron won voor haar gastrol in de Law & Order: Special Victims Unit episode "Recall".

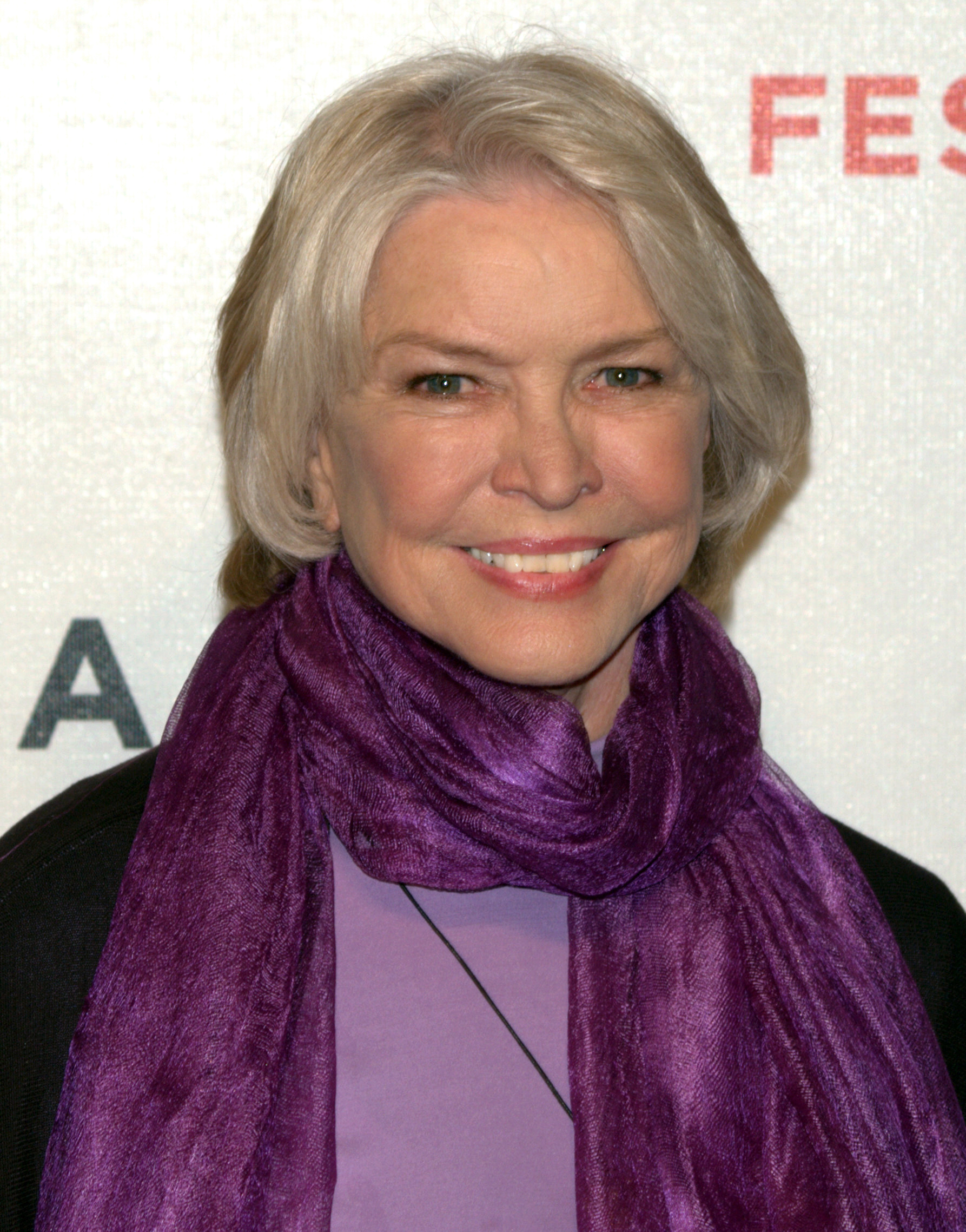
Ellen Burstyn won in 2009 voor haar gastrol in Law & Order: Special Victims Unit en werd in totaal drie keer genomineerd.

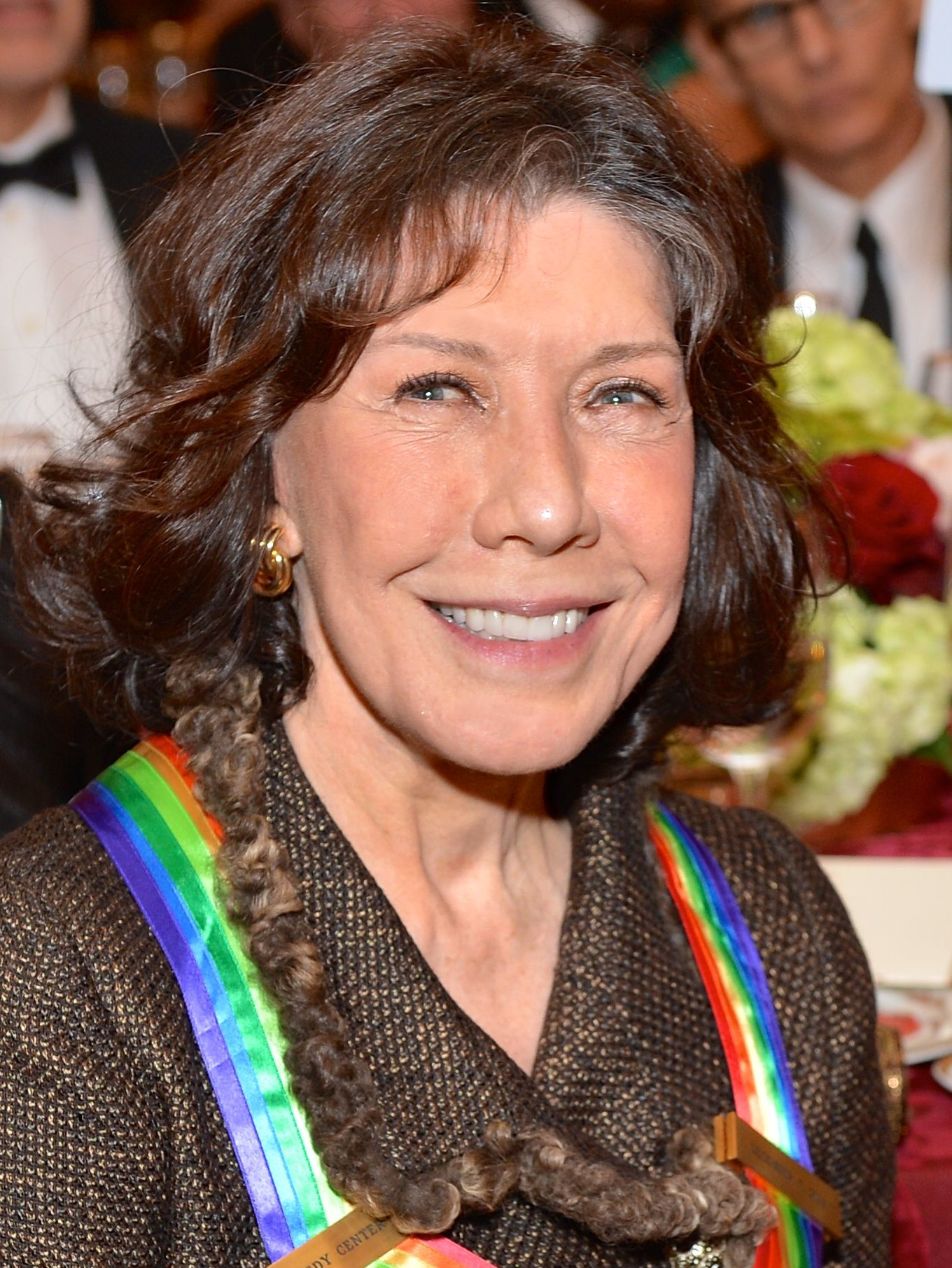
Lily Tomlin kreeg twee nominaties voor rollen in Homicide: Life on the Streets en Damages.

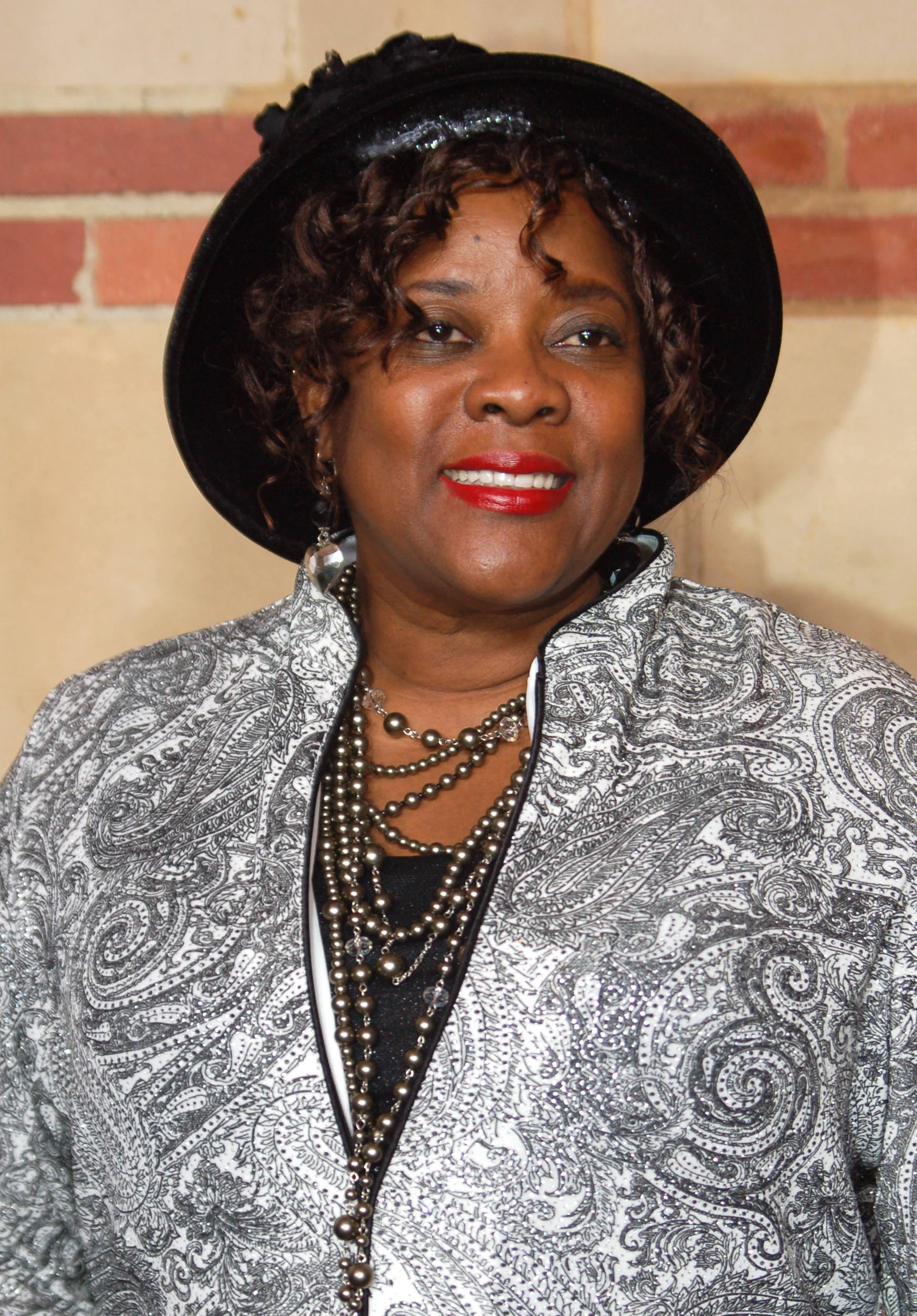
Loretta Devine won de prijs in 2011 voor haar rol als Adele Webber in Grey's Anatomy.

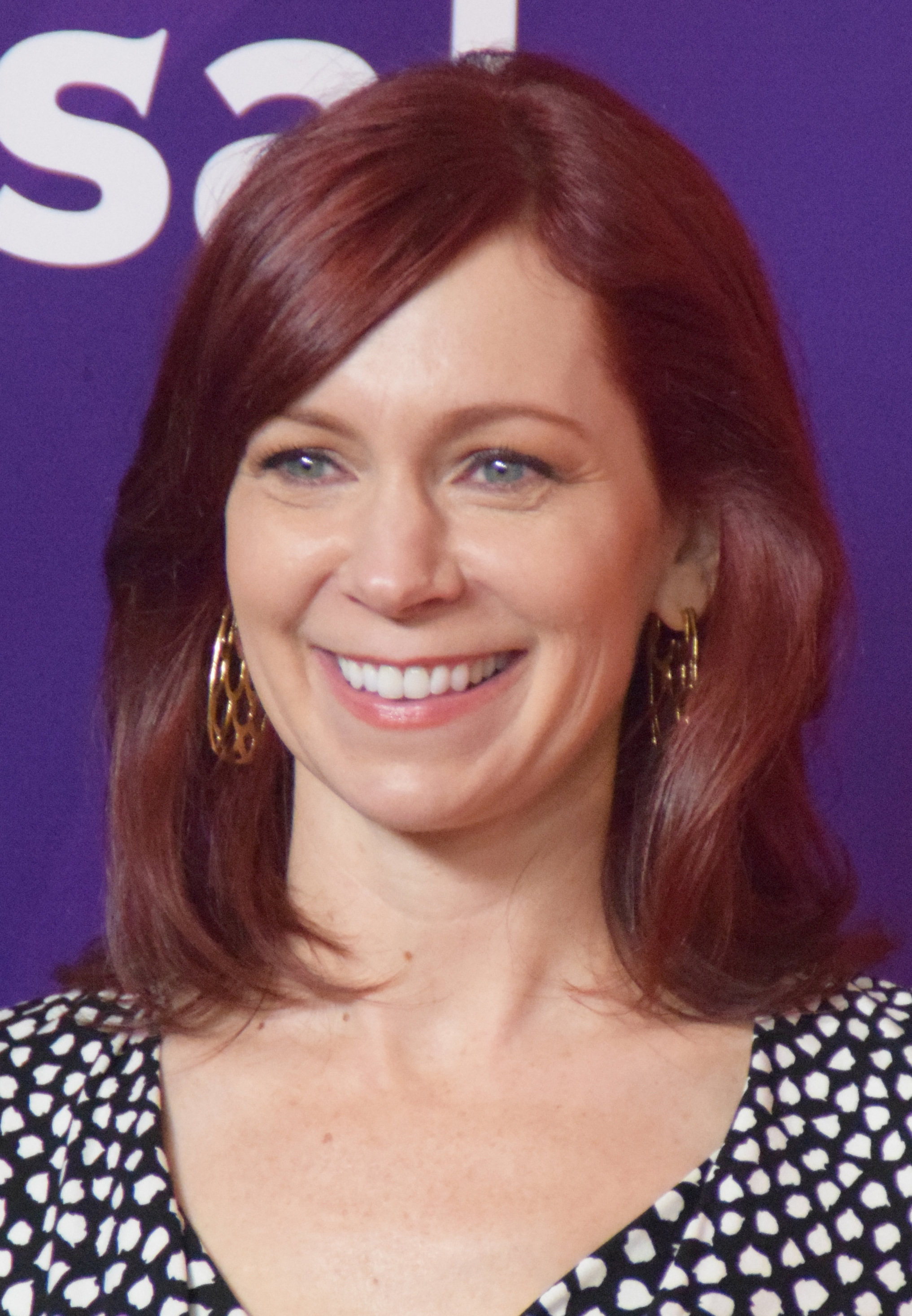
Carrie Preston won voor haar gastrol in The Good Wife.

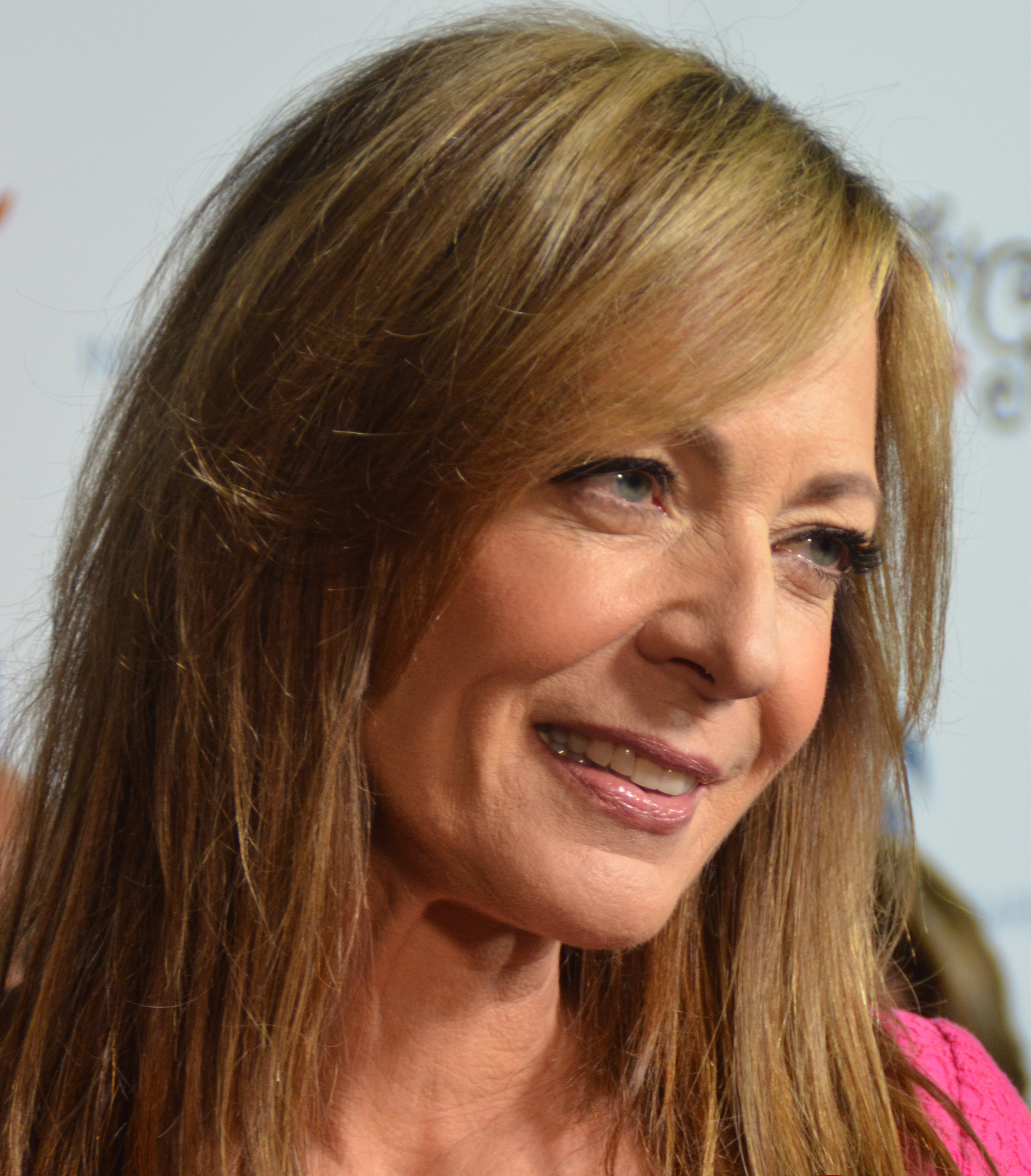
Allison Janney won de prijs voor haar rol als Margaret Scully in Masters of Sex.

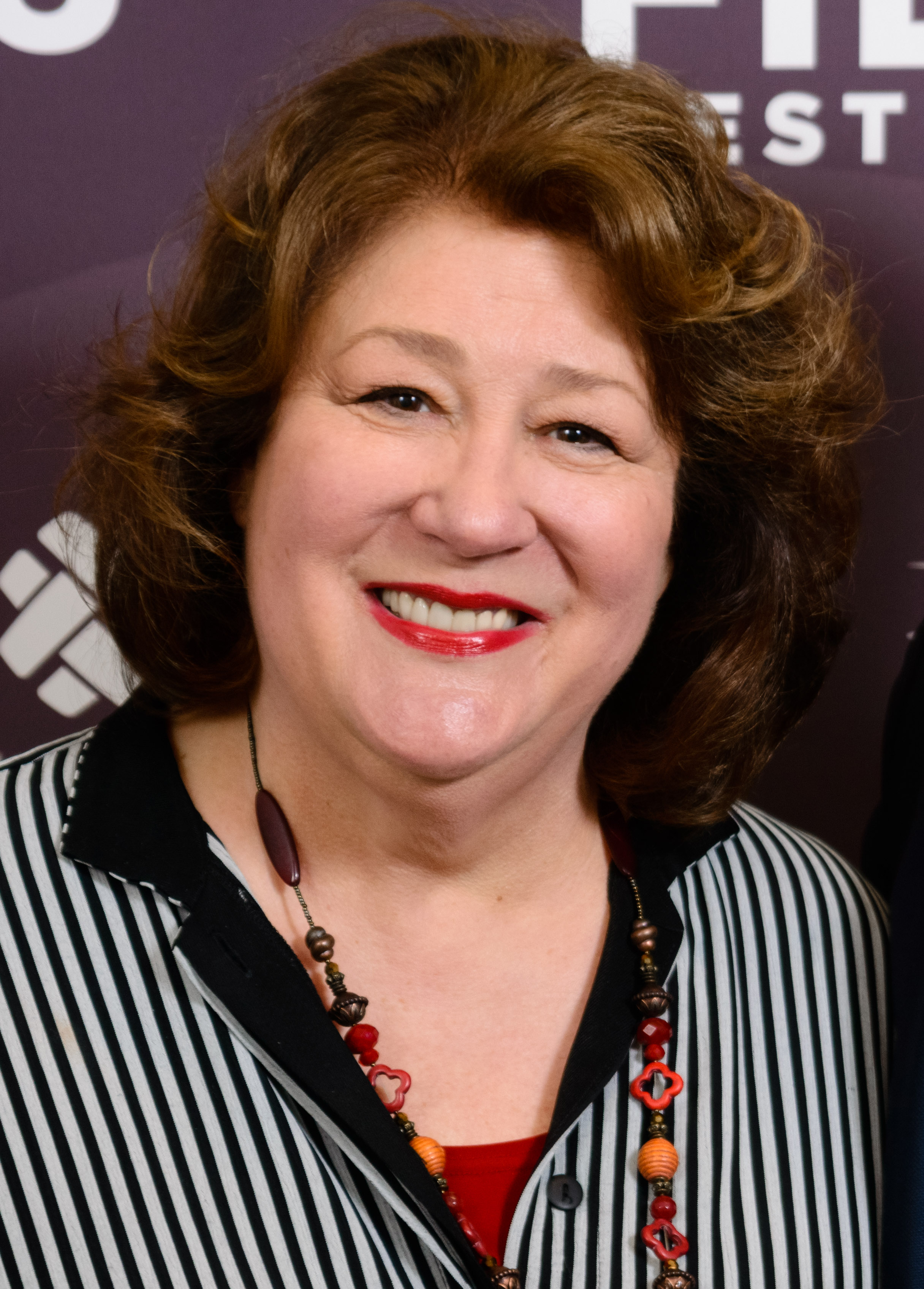
Margo Martindale won twee keer op rij voor haar gastrol in The Americans.

### 1975-1978
| Jaar                                                                              | Actrice                      | Serie                                        | Rol                                     | Episode | Zender |
| --------------------------------------------------------------------------------- | ---------------------------- | -------------------------------------------- | --------------------------------------- | ------- | ------ |
| 1975 (27e)                                                                        |                              |                                              |                                         |         |        |
| Zohra Lampert                                                                     | Kojak                        | Marina Sheldon                               | "Queen of the Gypsies"                  | CBS     |        |
| Cloris Leachman                                                                   | The Mary Tyler Moore Show    | Phyllis Lindstrom                            | "Phyllis Whips Inflation"               | CBS     |        |
| Shelley Winters                                                                   | McCloud                      | Thelma                                       | "The Barefoot Girls of Bleaker Street"  | NBC     |        |
| 1976 (28e)                                                                        |                              |                                              |                                         |         |        |
| Beste actrice voor een éénmalig optreden in een komedie- of dramaserie            |                              |                                              |                                         |         |        |
| Kathryn Walker                                                                    | The Adams Chronicles         | Abigail Adams                                | "John Adams, Lawyer"                    | PBS     |        |
| Helen Hayes                                                                       | Hawaii Five-O                | Aunt Clara                                   | "Retire In Sunny Hawaii... Forever"     | CBS     |        |
| Sheree North                                                                      | Marcus Welby, M.D.           | June Monica                                  | "How Do You Know What Hurts Me?"        | ABC     |        |
| Pamela Payton-Wright                                                              | The Adams Chronicles         | Louisa Catherine Adams                       | "John Quincy Adams, Diplomat"           | PBS     |        |
| Martha Raye                                                                       | McMillan & Wife              | Agatha                                       | "Greed"                                 | NBC     |        |
| Beste éénmalig optreden van een vrouwelijke bijrol in een komedie- of dramaserie< |                              |                                              |                                         |         |        |
| Fionnula Flanagan                                                                 | Rich Man, Poor Man           | Clothilde                                    | "Part II"                               | ABC     |        |
| Kim Darby                                                                         | Rich Man, Poor Man           | Virginia Calderwood                          | "Part II"                               | ABC     |        |
| Kay Lenz                                                                          | Rich Man, Poor Man           | Kate Jordache                                | "Part VIII"                             | ABC     |        |
| Ruth Gordon                                                                       | Rhoda                        | Carlton's Mother                             | "Kiss Your Epaulets Goodbye"            | CBS     |        |
| Eileen Heckart                                                                    | The Mary Tyler Moore Show    | Flo Meredith                                 | "Mary's Aunt"                           | CBS     |        |
| 1977 (29e)                                                                        |                              |                                              |                                         |         |        |
| Beste actrice voor een éénmalig optreden in een komedie- of dramaserie            |                              |                                              |                                         |         |        |
| Beulah Bondi                                                                      | The Waltons                  | Aunt Martha Corinne Walton                   | "The Pony Cart"                         | CBS     |        |
| Susan Blakely                                                                     | Rich Man, Poor Man Book II   | Julie Prescott                               | "Chapter 1"                             | ABC     |        |
| Madge Sinclair                                                                    | Roots                        | Bell Reynolds                                | "Part IV"                               | ABC     |        |
| Leslie Uggams                                                                     | Roots                        | Kizzy Reynolds                               | "Part VI"                               | ABC     |        |
| Jessica Walter                                                                    | The Streets of San Francisco | Maggie Jarris / Mrs. Reston / Mrs. McCluskey | "Till Death Do Us Part"                 | ABC     |        |
| Beste éénmalig optreden van een vrouwelijke bijrol in een komedie- of dramaserie  |                              |                                              |                                         |         |        |
| Olivia Cole                                                                       | Roots                        | Mathilda                                     | "Part VIII"                             | ABC     |        |
| Sandy Duncan                                                                      | Roots                        | Missy Anne Reynolds                          | "Part V"                                | ABC     |        |
| Eileen Heckart                                                                    | The Mary Tyler Moore Show    | Flo Meredith                                 | "Lou Proposes"                          | CBS     |        |
| Cicely Tyson                                                                      | Roots                        | Binta                                        | "Part I"                                | ABC     |        |
| Nancy Walker                                                                      | Rhoda                        | Ida Morgenstern                              | "The Separation"                        | CBS     |        |
| 1978 (30e)                                                                        |                              |                                              |                                         |         |        |
| Beste actrice voor een éénmalig optreden in een komedie- of dramaserie            |                              |                                              |                                         |         |        |
| Rita Moreno                                                                       | The Rockford Files           | Rita Capkovic                                | "The Paper Palace"                      | NBC     |        |
| Patty Duke                                                                        | Having Babies III            | Leslee Wexler                                |                                         | ABC     |        |
| Kate Jackson                                                                      | James at 15                  | Robin                                        | "Pilot"                                 | NBC     |        |
| Jayne Meadows                                                                     | Meeting of Minds             | Florence Nightingale                         | "Luther, Voltaire, Plato, Nightingale"  | PBS     |        |
| Irene Tedrow                                                                      | James at 15                  | Miss Jordan                                  | "Ducks"                                 | NBC     |        |
| Beste éénmalig optreden van een vrouwelijke bijrol in een komedie- of dramaserie  |                              |                                              |                                         |         |        |
| Blanche Baker                                                                     | Holocaust                    | Anna Weiss                                   | "Part I"                                | NBC     |        |
| Ellen Corby                                                                       | The Waltons                  | Esther Walton                                | "Grandma Comes Home"                    | CBS     |        |
| Jeanette Nolan                                                                    | The Awakening Land           | Granny McWhirter                             | "Part I"                                | NBC     |        |
| Beulah Quo                                                                        | Meeting of Minds             | Keizerin Cixi                                | "Douglass, Tz'u-Hsi, Beccaria, De Sade" | PBS     |        |
| Beatrice Straight                                                                 | The Dain Curse               | Alice Dain Leggett                           | "Part 1"                                | CBS     |        |

### 1986-1989
| Jaar                                | Actrice                         | Serie                           | Rol                                  | Episode                         | Zender                          |                                 |
| Beste gastrol in een dramaserie     | Beste gastrol in een dramaserie | Beste gastrol in een dramaserie | Beste gastrol in een dramaserie      | Beste gastrol in een dramaserie | Beste gastrol in een dramaserie | Beste gastrol in een dramaserie |
| ----------------------------------- | ------------------------------- | ------------------------------- | ------------------------------------ | ------------------------------- | ------------------------------- | ------------------------------- |
| 1986 (38e)                          |                                 |                                 |                                      |                                 |                                 |                                 |
| John Lithgow                        | Amazing Stories                 | John Walters                    | "The Doll"                           | NBC                             |                                 |                                 |
| Whoopi Goldberg                     | Moonlighting                    | Camille                         | "Camille"                            | ABC                             |                                 |                                 |
| Edward Herrmann                     | St. Elsewhere                   | Father Joseph McCabe            | "Time Heals"                         | NBC                             |                                 |                                 |
| Peggy McCay                         | Cagney & Lacey                  | Mrs. Carruthers                 | "Mothers and Sons"                   | CBS                             |                                 |                                 |
| James Stacy                         | Cagney & Lacey                  | Ted Peters                      | "The Gimp"                           | CBS                             |                                 |                                 |
| 1987 (39e)                          |                                 |                                 |                                      |                                 |                                 |                                 |
| Alfre Woodard                       | L.A. Law                        | Adrianne Moore                  | "Pilot"                              | NBC                             |                                 |                                 |
| Steve Allen                         | St. Elsewhere                   | Lech Osoranski                  | "Visiting Daze"                      | NBC                             |                                 |                                 |
| Jeanne Cooper                       | L.A. Law                        | Gladys Becker                   | "Fry Me to the Moon"                 | NBC                             |                                 |                                 |
| Edward Herrmann                     | St. Elsewhere                   | Father Joseph McCabe            | "Where There's Hope, There's Crosby" | NBC                             |                                 |                                 |
| Jayne Meadows                       | St. Elsewhere                   | Olga Osoranski                  | "Visiting Daze"                      | NBC                             |                                 |                                 |
| 1988 (40e)                          |                                 |                                 |                                      |                                 |                                 |                                 |
| Shirley Knight                      | Thirtysomething                 | Ruth Murdock                    | "The Parents Are Coming"             | ABC                             |                                 |                                 |
| Imogene Coca                        | Moonlighting                    | Clara DiPesto                   | "Los Dos DiPietos"                   | ABC                             |                                 |                                 |
| Lainie Kazan                        | St. Elsewhere                   | Frieda Fiscus                   | "The Abby Singer Show"               | NBC                             |                                 |                                 |
| Gwen Verdon                         | Magnum, P.I.                    | Catherine Peters                | "Infinity And Jelly Doughnuts"       | CBS                             |                                 |                                 |
| Alfre Woodard                       | St. Elsewhere                   | Dr. Roxanne Turner              | "The Abby Singer Show"               | NBC                             |                                 |                                 |
| Beste gastactrice in een dramaserie |                                 |                                 |                                      |                                 |                                 |                                 |
| 1989 (41e)                          |                                 |                                 |                                      |                                 |                                 |                                 |
| Kay Lenz                            | Midnight Caller                 | Tina Cassidy                    | "After It Happened"                  | NBC                             |                                 |                                 |
| Shirley Knight                      | The Equalizer                   | Mrs. Robert McCall              | "Time Present, Time Past"            | CBS                             |                                 |                                 |
| Jean Simmons                        | Murder, She Wrote               | Eudora McVeigh                  | "Mirror, Mirror on the Wall: Part 1" | CBS                             |                                 |                                 |
| Maureen Stapleton                   | B.L. Stryker                    | Auntie Sue                      | "Auntie Sue"                         | ABC                             |                                 |                                 |
| Chloe Webb                          | China Beach                     | Laurette Barber                 | "Chao Ong"                           | ABC                             |                                 |                                 |
| Teresa Wright                       | Dolphin Cove                    | Nina Rothman                    | "The Elders"                         | CBS                             |                                 |                                 |

### 1990-1999
| 1990 (42e)          |                        |                              |            |            |            |
| Viveca Lindfors     | Mrs. Doubcha           | Life Goes On                 |            |            |            |
| Ruby Dee            | Ruby                   | China Beach                  |            |            |            |
| Colleen Dewhurst    | Marilla Cuthbert       | Road to Avonlea              |            |            |            |
| Shirley Knight      | Ruth Murdoch           | Thirtysomething              |            |            |            |
| Kay Lenz            | Tina Cassidy           | Midnight Caller              |            |            |            |
| 1991 (43e)          |                        |                              |            |            |            |
| Peggy McCay         | Irene Hayes            | The Trials of Rosie O'Neill  |            |            |            |
| Eileen Brennan      | Margaret Weston        | Thirtysomething              |            |            |            |
| Colleen Dewhurst    | Marilla Cuthbert       | Road to Avonlea              |            |            |            |
| Penny Fuller        | Margaret Mary McMurphy | China Beach                  |            |            |            |
| 1992 (44e)          | Geen prijs             | Geen prijs                   | Geen prijs | Geen prijs | Geen prijs |
| 1993 (45e)          |                        |                              |            |            |            |
| Elaine Stritch      | Lanie Stieglitz        | Law & Order                  |            |            |            |
| Bibi Besch          | Jane O'Connell         | Northern Exposure            |            |            |            |
| Rosanna Carter      | Eulalia Jefferson      | I'll Fly Away                |            |            |            |
| Diane Ladd          | Charlotte Cooper       | Dr. Quinn, Medicine Woman    |            |            |            |
| Gwen Verdon         | Jessie Doohen          | Homicide: Life on the Street |            |            |            |
| 1994 (46e)          |                        |                              |            |            |            |
| Faye Dunaway        | Lauren Staton          | Columbo                      |            |            |            |
| Bonnie Bedelia      | Sally Creighton        | Fallen Angels                |            |            |            |
| Stockard Channing   | Viola Elliott          | Road to Avonlea              |            |            |            |
| Laura Dern          | Annie Ainsley          | Fallen Angels                |            |            |            |
| Penny Fuller        | Roberta Taub           | NYPD Blue                    |            |            |            |
| Marlee Matlin       | Laurie Bey             | Picket Fences                |            |            |            |
| 1995 (47e)          |                        |                              |            |            |            |
| Shirley Knight      | Agnes Cantwell         | NYPD Blue                    |            |            |            |
| Amy Brenneman       | Janice Licalsi         | NYPD Blue                    |            |            |            |
| Rosemary Clooney    | Madame X               | ER                           |            |            |            |
| Colleen Flynn       | Jodi O'Brien           | ER                           |            |            |            |
| CCH Pounder         | Agent Kazdin           | The X-Files                  |            |            |            |
| 1996 (48e)          |                        |                              |            |            |            |
| Amanda Plummer      | Theresa Givens         | The Outer Limits             |            |            |            |
| Louise Fletcher     | Christine Bey          | Picket Fences                |            |            |            |
| Penny Fuller        | Mrs. Constantine       | ER                           |            |            |            |
| Carol Kane          | Marguerite Birch       | Chicago Hope                 |            |            |            |
| Maureen Stapleton   | Maggie MacPhee         | Road to Avonlea              |            |            |            |
| Lily Tomlin         | Rose Halligan          | Homicide: Life on the Street |            |            |            |
| 1997 (49e)          |                        |                              |            |            |            |
| Dianne Wiest        | Lillian Hepworth       | Road to Avonlea              |            |            |            |
| Veronica Cartwright | Norma                  | ER                           |            |            |            |
| Diane Ladd          | Carolyn Sellers        | Touched by an Angel          |            |            |            |
| Anne Meara          | Donna DiGrazi          | Homicide: Life on the Street |            |            |            |
| Isabella Rossellini | Prof. Marina Giannini  | Chicago Hope                 |            |            |            |
| 1998 (50e)          |                        |                              |            |            |            |
| Cloris Leachman     | Aunt Mooster           | Promised Land                |            |            |            |
| Veronica Cartwright | Cassandra Spender      | The X-Files                  |            |            |            |
| Swoosie Kurtz       | Tina Marie Chambliss   | ER                           |            |            |            |
| Lili Taylor         | Marty Glenn            | The X-Files                  |            |            |            |
| Alfre Woodard       | Dr. Roxanne Turner     | Homicide: Life on the Street |            |            |            |
| 1999 (51e)          |                        |                              |            |            |            |
| Debra Monk          | Katie Sipowicz         | NYPD Blue                    |            |            |            |
| Veronica Cartwright | Cassandra Spender      | The X-Files                  |            |            |            |
| Patty Duke          | Nancy Williams         | Touched by an Angel          |            |            |            |
| Julia Roberts       | Katrina Ludlow         | Law & Order                  |            |            |            |
| Marion Ross         | Emma Winowitz          | Touched by an Angel          |            |            |            |

### 2000-2009
| Jaar              | Actrice                            | Rol                                | Serie |
| ----------------- | ---------------------------------- | ---------------------------------- | ----- |
| 2000 (52e)        |                                    |                                    |       |
| Beah Richards     | Gertrude Turner                    | The Practice                       |       |
| Jane Alexander    | Regina Mulroney                    | Law & Order                        |       |
| Jane Alexander    | Regina Mulroney                    | Law & Order: Special Victims Unit  |       |
| Kathy Baker       | Ellen Sawyer                       | Touched by an Angel                |       |
| Marlee Matlin     | Sally Berg                         | The Practice                       |       |
| Tracy Pollan      | Harper Anderson                    | Law & Order: Special Victims Unit  |       |
| 2001 (53e)        |                                    |                                    |       |
| Sally Field       | Maggie Wyczenski                   | ER                                 |       |
| Kathy Baker       | Mrs. Peters                        | Boston Public                      |       |
| Dana Delany       | Mary Sullivan                      | Family Law                         |       |
| Annabella Sciorra | Gloria Trillo                      | The Sopranos                       |       |
| Jean Smart        | Sherry Regan                       | The District                       |       |
| 2002 (54e)        |                                    |                                    |       |
| Patricia Clarkson | Sarah O'Connor                     | Six Feet Under                     |       |
| Illeana Douglas   | Angela                             | Six Feet Under                     |       |
| Mary McDonnell    | Eleanor Carter                     | ER                                 |       |
| Martha Plimpton   | Claire Rinato                      | Law & Order: Special Victims Unit  |       |
| Lili Taylor       | Lisa                               | Six Feet Under                     |       |
| 2003 (55e)        |                                    |                                    |       |
| Alfre Woodard     | Denise Freeman                     | The Practice                       |       |
| Barbara Barrie    | Paula Haggerty                     | Law & Order: Special Victims Unit  |       |
| Kathy Bates       | Bettina                            | Six Feet Under                     |       |
| Farrah Fawcett    | Mary Gressler                      | The Guardian                       |       |
| Tovah Feldshuh    | Danielle Melnick                   | Law & Order                        |       |
| Sally Field       | Maggie Wyczenski                   | ER                                 |       |
| 2004 (56e)        |                                    |                                    |       |
| Sharon Stone      | Sheila Carlisle                    | The Practice                       |       |
| Louise Fletcher   | Miss Eva Garrison                  | Joan of Arcadia                    |       |
| Marlee Matlin     | Dr. Amy Solwey                     | Law & Order: Special Victims Unit  |       |
| Betty White       | Catherine Piper                    | The Practice                       |       |
| Mare Winningham   | Sandra Blaine                      | Law & Order: Special Victims Unit  |       |
| 2005 (57e)        |                                    |                                    |       |
| Amanda Plummer    | Miranda Cole                       | Law & Order: Special Victims Unit  |       |
| Jill Clayburgh    | Bobbi Broderick                    | Nip/Tuck                           |       |
| Swoosie Kurtz     | Madeleine Sullivan                 | Huff                               |       |
| Angela Lansbury   | Eleanor Duvall                     | Law & Order: Special Victims Unit  |       |
| Angela Lansbury   | Eleanor Duvall                     | Law & Order: Trial by Jury         |       |
| Cloris Leachman   | Aunt Olive                         | Joan of Arcadia                    |       |
| 2006 (58e)        |                                    |                                    |       |
| Patricia Clarkson | Aunt Sarah                         | Six Feet Under                     |       |
| Kate Burton       | Ellis Grey                         | Grey's Anatomy                     |       |
| Joanna Cassidy    | Margaret Chenowith                 | Six Feet Under                     |       |
| Swoosie Kurtz     | Madeleine Sullivan                 | Huff                               |       |
| Christina Ricci   | Hannah                             | Grey's Anatomy                     |       |
| 2007 (59e)        |                                    |                                    |       |
| Leslie Caron      | Lorraine Delmas                    | Law & Order: Special Victims Unit  |       |
| Kate Burton       | Ellis Grey                         | Grey's Anatomy                     |       |
| Marcia Gay Harden | Dana Lewis                         | Law & Order: Special Victims Unit  |       |
| Elizabeth Reaser  | Jane Doe                           | Grey's Anatomy                     |       |
| Jean Smart        | Martha Logan                       | 24                                 |       |
| 2008 (60e)        |                                    |                                    |       |
| Cynthia Nixon     | Janis Donovan                      | Law & Order: Special Victims Unit  |       |
| Ellen Burstyn     | Nancy Dutton                       | Big Love                           |       |
| Diahann Carroll   | Jane Burke                         | Grey's Anatomy                     |       |
| Sharon Gless      | Colleen Rose                       | Nip/Tuck                           |       |
| Anjelica Huston   | Cynthia Keener                     | Medium                             |       |
| 2009 (61e)        |                                    |                                    |       |
| Ellen Burstyn     | Bernadette Stabler                 | Law & Order: Special Victims Unit  |       |
| Brenda Blethyn    | Linnie Malcolm / Caroline Cantwell | Law & Order: Special Victims Unit  |       |
| Carol Burnett     | Bridget "Birdie" Sulloway          | Law & Order: Special Victims Unit  |       |
| Sharon Lawrence   | Robbie Stevens                     | Grey's Anatomy                     |       |
| CCH Pounder       | Mrs. Curtin                        | The No. 1 Ladies' Detective Agency |       |

### 2010-2019
| Jaar               | Actrice               | Rol                               | Serie |
| ------------------ | --------------------- | --------------------------------- | ----- |
| 2010 (62e)         |                       |                                   |       |
| Ann-Margret        | Rita Wills            | Law & Order: Special Victims Unit |       |
| Shirley Jones      | Lola Zellman          | The Cleaner                       |       |
| Elizabeth Mitchell | Juliet Burke          | Lost                              |       |
| Mary Kay Place     | Adaleen Grant         | Big Love                          |       |
| Sissy Spacek       | Marilyn Densham       | Big Love                          |       |
| Lily Tomlin        | Marilyn Tobin         | Damages                           |       |
| 2011 (63e)         |                       |                                   |       |
| Loretta Devine     | Adele Webber          | Grey's Anatomy                    |       |
| Cara Buono         | Faye Miller           | Mad Men                           |       |
| Joan Cusack        | Sheila Jackson        | Shameless                         |       |
| Randee Heller      | Miss Blankenship      | Mad Men                           |       |
| Mary McDonnell     | Capt. Sharon Raydor   | The Closer                        |       |
| Julia Stiles       | Lumen Pierce          | Dexter                            |       |
| Alfre Woodard      | Ruby Jean Reynolds    | True Blood                        |       |
| 2012 (64e)         |                       |                                   |       |
| Martha Plimpton    | Patti Nyholm          | The Good Wife                     |       |
| Joan Cusack        | Sheila Jackson        | Shameless                         |       |
| Loretta Devine     | Adele Webber          | Grey's Anatomy                    |       |
| Julia Ormond       | Marie Calvet          | Mad Men                           |       |
| Jean Smart         | D.A. Roseanna Remmick | Harry's Law                       |       |
| Uma Thurman        | Rebecca Duvall        | Smash                             |       |
| 2013 (65e)         |                       |                                   |       |
| Carrie Preston     | Elsbeth Tascioni      | The Good Wife                     |       |
| Linda Cardellini   | Sylvia Rosen          | Mad Men                           |       |
| Joan Cusack        | Sheila Jackson        | Shameless                         |       |
| Jane Fonda         | Leona Lansing         | The Newsroom                      |       |
| Margo Martindale   | Claudia               | The Americans                     |       |
| Diana Rigg         | Olenna Tyrell         | Game of Thrones                   |       |
| 2014 (66e)         |                       |                                   |       |
| Allison Janney     | Margaret Scully       | Masters of Sex                    |       |
| Kate Burton        | Sally Langston        | Scandal                           |       |
| Jane Fonda         | Leona Lansing         | The Newsroom                      |       |
| Kate Mara          | Zoe Barnes            | House of Cards                    |       |
| Margo Martindale   | Claudia               | The Americans                     |       |
| Diana Rigg         | Lady Olenna Tyrell    | Game of Thrones                   |       |
| 2015 (67e)         |                       |                                   |       |
| Margo Martindale   | Claudia               | The Americans                     |       |
| Khandi Alexander   | Maya Pope             | Scandal                           |       |
| Rachel Brosnahan   | Rachel Posner         | House of Cards                    |       |
| Allison Janney     | Margaret Scully       | Masters of Sex                    |       |
| Diana Rigg         | Lady Olenna Tyrell    | Game of Thrones                   |       |
| Cicely Tyson       | Ophelia Harkness      | How to Get Away with Murder       |       |
| 2016 (68e)         |                       |                                   |       |
| Margo Martindale   | Claudia               | The Americans                     |       |
| Ellen Burstyn      | Elizabeth Hale        | House of Cards                    |       |
| Allison Janney     | Margaret Scully       | Masters of Sex                    |       |
| Laurie Metcalf     | Sarah                 | Horace and Pete                   |       |
| Molly Parker       | Jackie Sharp          | House of Cards                    |       |
| Carrie Preston     | Elsbeth Tascioni      | The Good Wife                     |       |
| 2017 (69e)         |                       |                                   |       |
| Alexis Bledel      | Ofglen                | The Handmaid's Tale               |       |
| Laverne Cox        | Sophia Burset         | Orange Is the New Black           |       |
| Ann Dowd           | Patti Levin           | The Leftovers                     |       |
| Shannon Purser     | Barb Holland          | Stranger Things                   |       |
| Cicely Tyson       | Ophelia Harkness      | How to Get Away with Murder       |       |
| Alison Wright      | Martha                | The Americans                     |       |
| 2018 (70e)         |                       |                                   |       |
| Samira Wiley       | Moira                 | The Handmaid's Tale               |       |
| Viola Davis        | Annalise Keating      | Scandal                           |       |
| Kelly Jenrette     | Annie                 | The Handmaid's Tale               |       |
| Cherry Jones       | Holly Maddox          | The Handmaid's Tale               |       |
| Diana Rigg         | Lady Olenna Tyrell    | Game of Thrones                   |       |
| Cicely Tyson       | Ophelia Harkness      | How to Get Away with Murder       |       |
| 2019 (71e)         |                       |                                   |       |
| Cherry Jones       | Holly                 | The Handmaid's Tale               |       |
| Laverne Cox        | Sophia Burset         | Orange Is the New Black           |       |
| Carice van Houten  | Melisandre            | Game of Thrones                   |       |
| Jessica Lange      | Constance Langdon     | American Horror Story: Apocalypse |       |
| Phylicia Rashad    | Carol Clarke          | This Is Us                        |       |
| Cicely Tyson       | Ophelia Harkness      | How to Get Away with Murder       |       |

### 2020-2029
| Jaar                | Actrice                    | Rol                         | Serie |
| ------------------- | -------------------------- | --------------------------- | ----- |
| 2020 (72e)          |                            |                             |       |
| Cherry Jones        | Nan Pierce                 | Succession                  |       |
| Alexis Bledel       | Emily                      | The Handmaid's Tale         |       |
| Laverne Cox         | Sophia Burset              | Orange Is the New Black     |       |
| Phylicia Rashad     | Carol Clarke               | This Is Us                  |       |
| Cicely Tyson        | Ophelia Harkness           | How to Get Away with Murder |       |
| Harriet Walter      | Lady Caroline Collingwood  | Succession                  |       |
| 2021 (73e)          |                            |                             |       |
| Claire Foy          | Queen Elizabeth            | The Crown                   |       |
| Alexis Bledel       | Emily                      | The Handmaid's Tale         |       |
| Mckenna Grace       | Esther Keyes               | The Handmaid's Tale         |       |
| Sophie Okonedo      | Charlotte Wells            | Ratched                     |       |
| Phylicia Rashad     | Carol "Mama C" Clarke      | This Is Us                  |       |
| 2022 (74e)          |                            |                             |       |
| Lee Yoo-mi          | Ji-yeong                   | Squid Game                  |       |
| Hope Davis          | Sandi Furness              | Succession                  |       |
| Marcia Gay Harden   | Maggie Brener              | The Morning Show            |       |
| Martha Kelly        | Laurie                     | Euphoria                    |       |
| Sanaa Lathan        | Lisa Arthur                | Succession                  |       |
| Harriet Walter      | Lady Caroline Collingwood  | Succession                  |       |
| 2023 (75e)          |                            |                             |       |
| Storm Reid          | Riley Abel                 | The Last of Us              |       |
| Hiam Abbass         | Marcia                     | Succession                  |       |
| Cherry Jones        | Nan Pierce                 | Succession                  |       |
| Melanie Lynskey     | Kathleen                   | The Last of Us              |       |
| Anna Torv           | Theresa "Tess" Servopoulos | The Last of Us              |       |
| Harriet Walter      | Lady Caroline Collingwood  | Succession                  |       |
| 2024 (76e)          |                            |                             |       |
| Michaela Coel       | Bev                        | Mr. & Mrs. Smith            |       |
| Claire Foy          | Queen Elizabeth II         | The Crown                   |       |
| Marcia Gay Harden   | Maggie Brener              | The Morning Show            |       |
| Sarah Paulson       | Therapist                  | Mr. & Mrs. Smith            |       |
| Parker Posey        | Other Jane                 | Mr. & Mrs. Smith            |       |
| 2025 (77e)          |                            |                             |       |
| Jane Alexander      | Sissy Cobel                | Severance                   |       |
| Gwendoline Christie | Lorne                      | Severance                   |       |
| Kaitlyn Dever       | Abby                       | The Last of Us              |       |
| Cherry Jones        | Holly                      | The Handmaid's Tale         |       |
| Catherine O'Hara    | Gail                       | The Last of Us              |       |
| Merritt Wever       | Gretchen George            | Severance                   |       |